# 임지수 (기자)
임지수는 대한민국의 JTBC의 탐사팀 기자이다.